# Serrone
Serrone är en ort och kommun i provinsen Frosinone i regionen Lazio i Italien. Kommunen hade 3 032 invånare (2018).